# Castelul Mercy din Carani
Castelul Mercy a fost construit în anii 1733 - 1734, în localitatea  Carani din Banat (actualmente în județul Timiș) și este declarat monument istoric, cu codul LMI TM-II-m-A-06192.
Numele îi vine de la contele Claudius Florimund Mercy, născut în Lorena, numit guvernator al Banatului dupa Pacea de la Passarowitz, când Imperiul Otoman a acceptat să cedeze Imperiului Habsburgic teritoriile cucerite. Contele Mercy, care avea și un palat în Timișoara, și-a construit la Carani o reședință secundară. 
Mai mult ca probabil, Contele Florimund Mercy nu a apucat să locuiască în castel, deoarece a decedat în 1734, an în care a fost terminat și castelul.
După 1948, castelul din Carani a fost naționalizat și transformat în sediul C.A.P. din localitate, funcționalitate păstrată până în anul 1989.
După 1989, castelul a fost restituit unui urmaș din Austria, care nu s-a ocupat de el, astfel că în prezent a devenit o ruină.